# Syringa × hyacinthiflora 'Buffon'
Syringa × hyacinthiflora 'Buffon' (Бюффон) — высокодекоративный, широко распространённый сорт сирени. Используют в озеленении для кустовой и штамбовой форм и при ранней выгонке.

## Описание сорта
Кусты высокие, широкораскидистые, с высокой побегопроизводительной способностью. Побеги тонкие, прочные, зеленовато-бурые с многочисленными чечевичками на коре.
Листья темно-зеленые, матовые, удлиненно-яйцевидные, с характерными волнистыми краями.  
Соцветия крупные, многоверхушечные, из двух-трех пар ширококонических, крупных, длиной до 20 см, слегка разреженных метёлок с длинными нижними ответвлениями.
Бутоны лиловато-пурпурные. Цветки светло-лиловые с розоватым оттенком, крупные, диаметром до 3 см, простые, с сильным ароматом. Лепестки овальные, с приподнятыми краями, отгибающиеся вниз.  
Цветёт очень обильно, до 20 дней, в самые ранние сроки. 

## В культуре
Зоны морозостойкости от 3 до более тёплых.
Легко размножается зеленым черенкованием, отводками, прививкой.  Устойчив в культуре.
Привитый сорт для уменьшения корневой поросли высаживают выше уровня почвы на 3—4 см, корнесобственные — высаживают так, чтобы корневая шейка была на одном уровне с почвой. Заправляют посадочные ямы перегноем или компостом, перемешав её с садовой землей. Подкармливают два раза в сезон: весной — по снегу и после цветения. Рекомендуется поливать в период цветения и роста растений. Взрослые растения обрезают, удаляя старые, отмирающие побеги, а также побеги растущие внутрь кроны. После цветения удаляют отцветшие соцветия. У привитых сиреней удаляют поросль.